# Satz von Grauert und Röhrl
In der Mathematik ist der Satz von Grauert und Röhrl ein Lehrsatz der Funktionentheorie. Er besagt, dass jedes holomorphe Vektorbündel über einer offenen Riemannschen Fläche trivialisierbar ist. Benannt ist er nach Hans Grauert und Helmut Röhrl, die ihn 1956 bewiesen.